# هايتيل (لعبة فيديو)
هايتيل (بالإنجليزية: Hytale) هي لعبة صندوق رمل من تطوير شركة هيبيكسل ستوديوز وبتمويل من شركة ريوت غيمز. بدأ تطوير اللعبة في عام 2015 وكان من المقرر إصدارها في عام 2023 على أجهزة مايكروسوفت ويندوز وماك أو إس. وتم وقف تطوير اللعبة في 23 يونيو 2025 

## إيقاف التطوير
في 23 يونيو 2025، قد تم الأعلان من قبل  نيكولاس وينر (Noxy)، المؤسس المشارك لاستوديو Hypixel Studios، عن إيقاف تطوير لعبة Hytale بشكل نهائي، وبدء عملية إغلاق استوديو Hypixel Studios خلال الأشهر التالية.
وأوضح في بيان رسمي أن الفريق حاول لسنوات تطوير اللعبة بطريقة تحقق رؤيتها الأصلية وتلبي طموحات المجتمع، إلا أن التحديات التقنية وتغير متطلبات السوق جعلت من الصعب تحقيق ذلك دون تقديم تنازلات تمس جوهر المشروع. أضاف أن محاولات تقليص نطاق العمل أو تغيير الجدول الزمني لم تكن كافية دون التأثير على جودة اللعبة.
ايضًا أكد البيان أن هذا القرار لا يؤثر على خوادم هايبكسل الخاصة بلعبة ماينكرافت، حيث إنها تُدار بشكل مستقل وستستمر في العمل كالمعتاد.